# Mikael Wahlin
Mikael Wahlin (* 1960) ist ein schwedischer Organist.

## Leben
Wahlin studierte bei Hans Fagius und Hans-Ola Ericsson in Göteborg. Er setzte seine Studien bei David Sanger in London fort und legte 1988 sein Solistendiplom ab. Er lehrt als Senior Lecturer an der Universität Göteborg.

## Wettbewerbe und Auszeichnungen
- 1989: St Albans International Organ Festival

## Tondokumente
- Romantische Orgelmusik. (Darunter: Präludien und Fugen in H-Dur, f-moll und g-moll opus 7 von Marcel Dupré). Caprice (Naxos), 2019.
- The Schiorlin Organ in Jonsered. Intim Musik, 2010.